# آلن بارنت (بازیکن فوتبال)
آلن بارنت (انگلیسی: Alan Barnett; ۴ نوامبر ۱۹۳۴ – اکتبر ۱۹۷۸ (aged 43)) بازیکن فوتبال اهل بریتانیا بود.
از باشگاه‌هایی که در آن بازی کرده‌است می‌توان به باشگاه فوتبال اکستر سیتی، باشگاه فوتبال پورتسموث، باشگاه فوتبال تورکی یونایتد، و باشگاه فوتبال گریمزبی تاون اشاره کرد.